# Yaginumaella thakkholaica
Yaginumaella thakkholaica är en spindelart som beskrevs av Zabka 1980. Yaginumaella thakkholaica ingår i släktet Yaginumaella och familjen hoppspindlar. Inga underarter finns listade i Catalogue of Life.